# Labropsis alleni
Labropsis alleni es una especie de peces de la familia Labridae en el orden de los Perciformes.

## Morfología
Los machos pueden llegar alcanzar los 10 cm de longitud total.

## Distribución geográfica
Se encuentran en Indonesia, Filipinas, Nueva Guinea, las Islas Salomón, las Islas Marshall y República de Palau.